# جیانکارلو آمادئو
جیانکارلو آمادئو (انگلیسی: Giancarlo Amadeo؛ ۱ فوریه ۱۹۳۴ – ۲۲ ژوئن ۲۰۲۱ (aged 87)) بازیکن فوتبال اهل ایتالیا بود.
از باشگاه‌هایی که در آن بازی کرده‌است می‌توان به باشگاه فوتبال ارورا پرو پاتریا ۱۹۱۹ و باشگاه فوتبال امپولی اشاره کرد.